# Fuerzas Populares (Gaza)
Las Fuerzas Populares (en árabe: القوات الشعبية‎,romanizado como: al-Quwwāt ash-Shaʿbiyya), que a veces se autodenominan «Servicio Antiterrorista»,[b] son un grupo armado ilegal palestino de la Franja de Gaza surgido en mayo de 2024 durante la guerra de Gaza. Supuestamente vinculado al Estado Islámico (EI) y dirigido por Yasser Abu Shabab, se opone a Hamás y es respaldado por Israel que no reconoció su apoyo hasta junio de 2025.
El grupo, que ha sido descrito como una banda o milicia, está formado por aproximadamente 300 hombres que operan en el este de Rafah. Lograron hacerse con el poder en Rafah en medio del vacío de poder dejado por un Hamás debilitado. Las Fuerzas Populares controlan el territorio y las rutas de ayuda cerca de la frontera entre Egipto y Gaza, y han sido acusadas de saquear la ayuda humanitaria que entra en la Franja de Gaza, lo que fue descrito por un funcionario de las Naciones Unidas como «gran latrocinio». El grupo sostiene que protege a los civiles del «terror del gobierno de Hamás» y niega los saqueos a gran escala.
En junio de 2025, las Fuerzas Populares anunciaron que estaban ayudando a proteger los cargamentos de ayuda enviados a los centros de distribución gestionados por la Fundación Humanitaria de Gaza (GHF, por sus siglas en inglés) y los conductores de los camiones de ayuda declararon a CNN que Abu Shabab había proporcionado hombres para proteger los convoyes de ayuda. Ese mismo mes, las Fuerzas Populares y las Fuerzas de Defensa de Israel fueron acusadas de disparar y matar a muchos gazatíes que buscaban ayuda en los centros de reparto de la GHF.
El exministro de Defensa israelí, Avigdor Lieberman, declaró en el canal de TV Kan que Netanyahu armaba a «un grupo de delincuentes y criminales», refiriéndose a los clanes de Abu Shabab, a lo que Netanyahu respondió que no había nada de malo en ello, ya que combatían Hamás y salvaban vidas de soldados israelíes. Diversas fuentes les acusan de saquear un importante número de camiones de ayuda humanitaria para revenderla a precios prohibitivos.
Según Muhammad Shehada, investigador del Consejo Europeo de Relaciones Exteriores, aparte de saquear la ayuda humanitaria y vender parte de ella en el mercado negro, la banda de Abu Shabab lleva a cabo misiones de reconocimiento en nombre de las autoridades israelíes y actúa como milicia proxy de Israel en las zonas que ha despoblado.
Según fuentes militares israelíes, parece poco probable que las Fuerzas Populares desempeñen un papel serio a largo plazo en Gaza después de la guerra. El apoyo israelí es sólo parte de un movimiento táctico a corto plazo, dado que 
el limitado tamaño de la milicia y su falta de legitimidad entre los palestinos, agravados por su abierta colaboración con las fuerzas israelíes, la incapacitan para administrar el territorio o gestionar los asuntos civiles de forma sostenible.